# سام سميث
سام سميث (بالإنجليزية: Samuel Frederick Smith) واسم سام هو اختصار لاسمه صامويل, وهو مغني وكاتب أغاني إنكليزي بريطاني ولد في يوم 19 مايو 1992 في مدينة لندن في المملكة المتحدة بدأ يغني في 2012 مع ديسكولوريوس والتي احتلت المرتبة 11 في المملكة المتحدة، وفي فبراير أنتج أغنية ماني أون ذا مايند والتي احتلت المراتب الأولى في المملكة المتحدة.
حصد المغني البريطاني (23 عاما) جوائز أربع فئات في حفل توزيع جوائز «غرامي» بنسختها الـ57 عقب فوزه بجائزة أفضل فنان صاعد وأفضل أغنية وأفضل تسجيل وأفضل ألبوم في فئة البوب، ليكون النجم الأبرز في حفل توزيع الجوائز.
ونال سام سميث جائزة أفضل أغنية وأفضل تسجيل عن أغنيته "stay with me" (ابقي معي)، وجائزة أفضل ألبوم بوب عن ألبومه «إن ذي لونلي آور» (في ساعة الوحدة).
وتعتبر جوائز غرامي إحدى أشهر وأعرق الجوائز الموسيقية في الولايات المتحدة الأميركية، ويبلغ مجموع الفئات الموسيقية للجوائز العام الحالي 83 فئة.
وأقيم الحفل في صالة ستيبلز سنتر بمدينة لوس أنجليس، وأرسل الرئيس الأميركي باراك أوباما خلاله رسالة عبر الفيديو لفت فيها إلى قضية العنف الأسري، ودعا الفنانين إلى دعم مكافحته.
وخيمت قضية العنف المنزلي من قبل على حفل جوائز غرامي. وعشية حفل عام 2009 ضرب المغني كريس براون الذي كان مرشحا ذلك العام لثلاث من الجوائز صديقته آنذاك المغنية ريانا.
فاز بجائزة الاوسكار 2016 عن اغنيته " writings on the wall " في فيلم 007 "spectre"
و لقد فقد سام سميث الكثير من الوزن بعد بداية مسيرته الفنية.

## حياته السابقة
كان خريج مسرح الشباب للموسيقى في المملكة المتحدة، ولعب دور البطولة في عام 2007 إنتاج "Oh! Carol". قبل دخول المسرح الموسيقي، كان سميث في فريق موسيقى الجاز. لعدة سنوات درس الغناء وكتابة الأغاني تحت عازفة البيانو الجاز جوانا إيدن. حضر مدرسة سانت ماري الكاثوليكية في بيشوب ستورتفورد. وكان عضوا في الأسقف ستورتفورد جونيور أوبيراتيكس الآن (Bishops Stortford Musical Theatre Society)، أخر أعماله هو ألبوم (The Thrill of It All), تاريخ الإصدار 3 نوفمبر، 2017 اسم شركة التسجيلات: «تسجيلات كابيتول» المنتجون: ستيف فيتسموريس، Jimmy Napes، مالاي،تايلر جونسون، إميل هايني، تمبالاند وألالبوم مكون من 10 اغاني.

### احدث البوماته
| the thrill of it all | the thrill of it all | التشويق من كل شيء      | التشويق من كل شيء      |
| Too Good at Goodbyes | جيد جدا في وداعا     | HIM                    | له                     |
| Say It First         | أقول ذلك أولا        | Baby You Make Me Crazy | حبيبي أنت تجعلني مجنون |
| One Last Song        | آخر أغنية            | No Peace               | لا يوجد سلام           |
| Midnight Train       | قطار منتصف الليل     | Palace                 | قصر                    |
| Burning              | احتراق               | Pray                   | صلى                    |
| -------------------- | -------------------- | ---------------------- | ---------------------- |

## روابط خارجية
- سام سميث على موقع IMDb (الإنجليزية)
- سام سميث على موقع الموسوعة البريطانية (الإنجليزية)
- سام سميث على موقع ميوزك برينز (الإنجليزية)
- سام سميث على موقع رولينغ ستون (الإنجليزية)
- سام سميث على موقع أول ميوزيك (الإنجليزية)
- سام سميث على موقع ديسكوغز (الإنجليزية)
- سام سميث على موقع قاعدة بيانات الفيلم (الإنجليزية)

- قائمة أعمال Sam Smith على موقع DjPunjab mp3
- IMDB
- الموقع الرسمي